# (1949) Messina
(1949) Messina es un asteroide perteneciente al cinturón de asteroides descubierto por Cyril V. Jackson el 8 de julio de 1936 desde el observatorio Union de Johannesburgo, República Sudaficana.

## Designación y nombre
Messina fue designado al principio como 1936 NE.
Más tarde se nombró por la ciudad sudafricana de Musina.

## Características orbitales
Messina orbita a una distancia media del Sol de 2,383 ua, pudiendo alejarse hasta 2,93 ua y acercarse hasta 1,836 ua. Tiene una inclinación orbital de 4,658° y una excentricidad de 0,2297. Emplea 1344 días en completar una órbita alrededor del Sol.